# Дятлицы
Дя́тлицы — деревня в Гостилицком сельском поселении Ломоносовского района Ленинградской области.

## История
Впервые упоминается в Писцовой книге Водской пятины 1500 года как деревня Дятелицы у Покрова на погосте в Покровском Дятелинском погосте Копорского уезда.

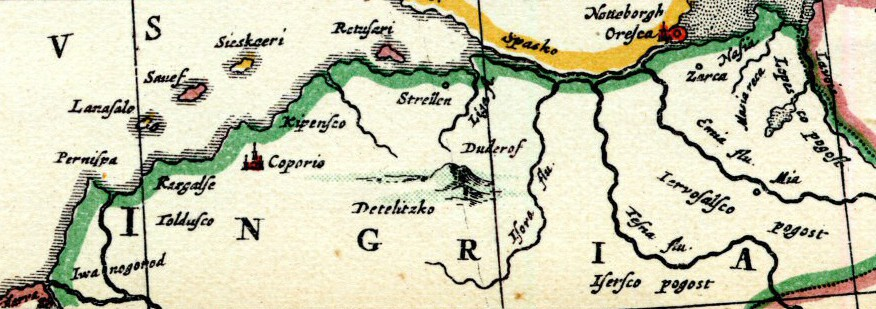
Дятлицы (Detelitzko) на карте Андерса Буре[швед.]. 1626 год

На карте Ингерманландии А. И. Бергенгейма, составленной по шведским материалам 1676 года, упоминается как село Daletits.
На шведской «Генеральной карте провинции Ингерманландии» 1704 года — как село Dätelitshof.
И как безымянное село на «Географическом чертеже Ижорской земли» Адриана Шонбека 1705 года.
На картах Санкт-Петербургской губернии Я. Ф. Шмидта 1770 года и А. М. Вильбрехта 1792 года село обозначается уже как Дятлицы.
С первой половины XIX века Дятлицы находились во владении князя Александра Михайловича Потёмкина.
Как деревня Дятлицы, состоящая из 175 дворов, упоминается на «Топографической карте окрестностей Санкт-Петербурга» Ф. Ф. Шуберта 1831 года.

ДЯТЛИЦЫ — село, принадлежит полковнику Потёмкину, число жителей по ревизии: 523 м. п., 555 ж. п.; В оном:

а) Каменная церковь во имя Покрова Божией Матери;

б) Мыза Гостилицы, в оной каменная церковь во имя святой Троицы;

в) Больница и богадельня каменные. (1838 год)

На карте Ф. Ф. Шуберта 1844 года и С. С. Куторги 1852 года обозначено как село Дятлицы, состоящее из 173 крестьянских дворов.

ДЯТЛИЦЫ — деревня Г. Потемкина, по просёлочной дороге, число дворов — 192, число душ — 463 м. п. (1856 год)

В 1860 году село Дятлицы насчитывало 156 дворов. На его южной окраине располагалось кладбище, на восточной — «Магазин» и «Плитная ломка».

ДЯТЛИЦЫ — деревня владельческая при колодцах, число дворов — 158, число жителей: 448 м. п., 475 ж. п.; Церковь православная. (1862 год)

В 1866—1867 годах временнообязанные крестьяне деревни выкупили свои земельные наделы у А. М. Потёмкина и стали собственниками земли.

Село Дятлицы, из 160 домов, раскинуто на двух верстах, по проселочной дороге в Ропшу. От Петербурга оно отстоит в 50-ти верстах, а от Петергофа — в 25-ти. Среди села находится небольшой ров, на южной стороне которого — неглубокий пруд, в 77 саж. длины и в 9 саж. ширины; на северной стороне пруда — колодезь, снабжающий водою все село. В двух верстах, к югу, находится лес вел. кн. Екатерины Михайловны, далее — мелкий кустарник, которым владеют частию крестьяне, частию помещики. Ближайшие к селу станции — Порожковская, на Петергофской дороге, в 7 верстах, и — Кипень, на Нарвском шоссе, в 12 верстах.
— Историко-статистические сведения о С.-Петербургской епархии. Вып. 10. СПб. 1885. с. 58—59.

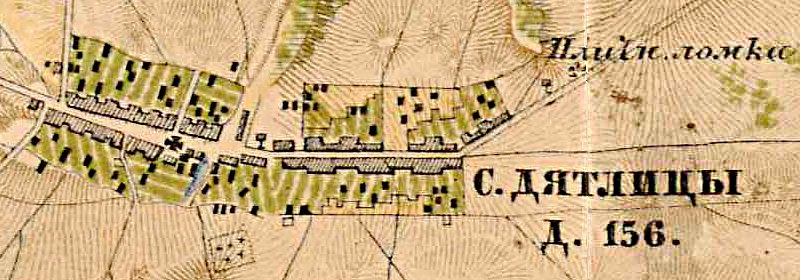
План села Дятлицы. 1885 год

Согласно карте окрестностей Петербурга 1885 год, село Дятлицы насчитывало 156 дворов, сборник же Центрального статистического комитета описывал его так:

ДЯТЛИЦЫ — село бывшее владельческое, дворов — 154, жителей — 990; церковь православная, школа, 2 лавки, ярмарка в день св. Троицы. (1885 год)

Согласно данным первой переписи населения Российской империи:

ДЯТЛИЦЫ — село, православных — 605, мужчин — 280, женщин — 339, обоего пола — 619. (1897 год)

В 1900 году в Дятлицах на раскопках старинных курганов работала группа историков, которую возглавлял Николай Рерих.
В конце XIX — начале XX века село административно относилось к Гостилицкой волости 1-го стана Петергофского уезда Санкт-Петербургской губернии.
В 1913 году оно насчитывало 156 дворов.
С 1917 по 1923 год село Дятлицы входило в состав Дятлицкого сельсовета Гостилицкой волости Петергофского уезда.
С 1923 года в составе Троцкого уезда.
Согласно данным переписи населения СССР 1926 года в селе Дятлицы проживал 951 человек — большинство русские, а также финны, эстонцы и поляки.
С 1927 года в составе Ораниенбаумского района.
В 1928 году население села Дятлицы также составляло 951 человек.
По данным 1933 года село Дятлицы являлось административным центром Дятлицкого сельсовета Ораниенбаумского района, в который входили 6 населённых пунктов: деревни Бор Новый, Бор Старый, Ильино, Млясино, Сокули и само село Дятлицы, общей численностью населения 2147 человек.
По данным 1936 года в состав Дятлицкого сельсовета входили 6 населённых пунктов, 463 хозяйства и 5 колхозов.

План села Дятлицы. 1939 год

Согласно топографической карте 1939 года село было центром сельсовета и насчитывало 192 двора.
Деревня была освобождена от немецко-фашистских оккупантов 19 января 1944 года.
С 1960 года в составе Гостилицкого сельсовета.
С 1963 года в составе Гатчинского района.
С 1965 года вновь в составе Ломоносовского района. В 1965 году население села Дятлицы составляло 410 человек.
По данным 1966, 1973 и 1990 годов деревня Дятлицы также входила в состав Гостилицкого сельсовета Ломоносовского района.
В 1997 году в деревне проживали 140 человек, в 2002 году — 133 человека (русские — 97 %), в 2007 году — 131.

## География
Деревня расположена в южной части района на автодороге 41К-015 (Анташи — Красное Село) в месте пересечения её автодорогой А120 (Санкт-Петербургское южное полукольцо).
Расстояние до административного центра поселения — 6 км.
Расстояние до ближайшей железнодорожной станции Ораниенбаум I — 35 км.

## Демография
| 1862 | 1897 | 2002 | 2007 | 2010 | 2017 |
| ---- | ---- | ---- | ---- | ---- | ---- |
| 923  | ↘619 | ↘133 | ↘131 | ↗153 | ↘134 |

## Достопримечательности
- Покровская церковь в Дятлицах — памятник XVIII века, охраняется государством. Построен в 1771 году фаворитом Екатерины II графом К. Г. Разумовским взамен деревянного. Храм был освящён во имя Покрова Пресвятой Богородицы[10].
- Близ деревни находится курганно-жальничный могильник XI—XIV веков[38].

## Улицы
Восточный проезд, Красный проезд, Молодёжный переулок, Полевая, урочище Сокули.

## Садоводства
Долина Уюта, Красное.